# Epinephelus multinotatus
 Epinephelus multinotatus és una espècie de peix de la família dels serrànids i de l'ordre dels perciformes.

## Morfologia
Els mascles poden assolir els 100 cm de longitud total.

## Distribució geogràfica
Es troba des del Golf Pèrsic fins al sud de Moçambic i Austràlia Occidental.